# Taurus (traghetto)
Il traghetto veloce Taurus (classe MDV 3000 Jupiter), in servizio per Tirrenia di Navigazione S.p.A., operava prevalentemente sulle rotte da e per la Sardegna. Classificato come traghetto veloce ro-ro (roll-on roll-off) ed assieme alle sue navi gemelle (Aries, Capricorn e Scorpio), è stato il primo traghetto veloce (oltre 40 nodi) monocarena al mondo oltre le 1.000 tonnellate di portata lorda. È stato realizzato da Fincantieri nel cantiere navale di Riva Trigoso.

## Dettagli sulla progettazione
Il Taurus era un monocarena realizzato quasi completamente in lega di alluminio ad eccezione delle parti sottoposte a elevato stress meccanico, realizzate invece in acciai speciali. Per conferire alla nave grandi capacità di navigabilità, il profilo della carena era del tipo a V profonda. Due coppie di pinne stabilizzatrici attive, controllate dal software di bordo, mantengono sotto controllo il rollio e l'imbardata della nave.
La nave era organizzata su sei ponti: tre (ponte principale, ponte superiore e ponte belvedere) erano adibiti al trasporto passeggeri mentre gli altri tre (garage inferiore, garage principale e garage superiore) erano adibiti al trasporto di veicoli. Il ponte superiore del garage era sollevabile.
1. Il ponte principale ospitava reception, bar e 1208 poltrone seconda classe.
2. Il ponte superiore ospitava 576 poltrone prima classe
3. Il ponte belvedere ospitava un bar

L'imbarco dei passeggeri veniva effettuato tramite un'apposita rampa a poppa per raggiungere il garage principale. Il garage era poi collegato ai ponti passeggeri da rampe di scale e da due ascensori capaci di contenere fino a 12 persone ciascuno. Per l'equipaggio erano previsti 34 posti.
La nave poteva trasportare 460 autoveicoli e i tre ponti garage potevano essere caricati simultaneamente. In caso di trasporto autotreni, invece, la capacità era di 30 veicoli più 100 macchine (ospitate principalmente nel garage inferiore). Le due rampe di poppa erano progettate per imbarcare e sbarcare autotreni di 45 tonnellate (15 per asse). I sistemi idraulici di sollevamento permettevano un'altezza del tetto del garage di 4,4 metri. Le navi della serie non possedevano portelloni di prora e le operazioni di carico e scarico erano effettuate tutte tramite i due portelloni di poppa, perciò era necessario effettuare un'inversione di marcia in uscita. Inoltre il traghetto era progettato per essere totalmente evacuato in meno di 15 minuti.

## Dettagli propulsore
Il sistema di propulsione del traghetto era costituito da due turbine a gas General Electric / Fiat Avio LM2500 (21000 kW) e quattro motori Diesel MTU 20V1163TB da 73 litri (6500 kW) per un totale complessivo di 67000 kW. Le turbine a gas della serie LM2500 sono un derivato della turbina per aeromobili General Electric CF6-6 e sono spesso utilizzate in navi da guerra, aliscafi, hovercraft oltre che in questa classe di trasporti marittimi. Le turbine a gas LM2500 pilotavano i booster idrogetto centrali, due KaMeWa 180 SII, mentre i motori Diesel a coppie pilotavano gli idrogetti di sinistra e di destra, due KaMeWa 140 SII. Le coppie di booster erano fisse mentre gli idrogetti laterali avevano possibilità di rotazione, fungendo da timone; questi ultimi erano, al momento della costruzione, i più grandi mai costruiti al mondo. La configurazione flessibile del sistema di propulsione consentiva alla nave tre velocità operative. Il sistema era in grado di spingere la nave a oltre 40 nodi, sebbene venisse solitamente utilizzato per fornire il 90% della potenza totale.

## Servizio
Inserito nell'estate 1998 sulla rotta Civitavecchia-Olbia insieme al gemello Aries, permetteva di fare la tratta in poco più di tre ore.
Nel 2003 la società armatrice ha messo la nave in disarmo dopo soli cinque anni di vita. Questo tipo di traghetto si è dimostrato poco economico a causa degli altissimi consumi di carburante (circa 290 kg gasolio al minuto), la poca versatilità e soprattutto, la crescente concorrenza nel settore marittimo.
Difficile risultò essere anche la vendita. A questo tipo di traghetto furono infatti preferiti i catamarani, più stabili e con costi gestionali minori.
Un acquirente interessato fu la Marina statunitense ma le parti non si accordarono sul prezzo.

## Navi gemelle
- Aries
- Scorpio
- Capricorn